# نادين جولي كورتني
نادين جولي كورتني (بالإنجليزية: Nadine Jolie Courtney)‏ (23 أغسطس 1980، نيويورك في الولايات المتحدة)؛ روائية أمريكية. درست في كلية بارنارد.